# Lubanowo
Lubanowo [lubaˈnɔvɔ] (trước đây là Gut Liebenow của Đức) là một ngôi làng thuộc khu hành chính của Gmina Banie, thuộc hạt Gryfino, West Pomeranian Voivodeship, ở phía tây bắc Ba Lan. Nó nằm khoảng 5 kilômét (3 mi) phía tây bắc Banie, 16 km (10 mi) về phía đông nam Gryfino và 32 km (20 mi)     phía nam thủ đô khu vực Szczecin.
Trước năm 1945, khu vực này là một phần của Đức. Đối với lịch sử của khu vực, xem Lịch sử của Pomerania.
Ngôi làng có dân số xấp xỉ 990 người.